# International Ultraviolet Explorer
De International Ultraviolet Explorer (IUE) was een ruimtetelescoop die metingen deed in het ultraviolet.
De IUE is de langst levende en meest productieve astronomische satelliet die ooit gebouwd is. Hij werkte non-stop tot hij werd uitgeschakeld in september 1996, 14 jaar later dan in eerste instantie gepland was. De IUE produceerde geen zichtbare beelden, hij mat de energie van ultraviolette straling afkomstig van hemellichamen. Deze data gaven een nieuw inzicht in de fysische conditie van deze objecten.
De IUE was de eerste astronomische satelliet in een hoge omloopbaan rond de aarde. Hij kon ultravioletstraling waarnemen die niet door de ozonlaag kan penetreren en daarom niet waarneembaar is met telescopen op aarde.
Belangrijke observaties van de IUE waren onder meer de komeet van Halley die in 1986 het binnenste deel van het zonnestelsel bezocht, de eerste ruimteobservatie van de met het blote oog zichtbare supernova SN 1987A in de Grote Magelhaense Wolk en de evolutie van de atmosfeer van Jupiter na de inslag van Komeet Shoemaker-Levy 9 in 1994.
De IUE werd gelanceerd op 26 januari 1978 en is sinds 30 september 1996 niet meer in gebruik.